# Eufriesea pretiosa
Eufriesea pretiosa är en biart som först beskrevs av Heinrich Friese 1903.  Eufriesea pretiosa ingår i släktet Eufriesea, tribus orkidébin, och familjen långtungebin. Inga underarter finns listade.